# Стоун, Дженнифер
Дже́ннифер Ли́ндсей Сто́ун (англ. Jennifer Lindsay Stone; 12 февраля 1993, Арлингтон, Техас, США) — американская актриса

 и медсестра. Наиболее известна ролью Харпер Финкл из телесериала «Волшебники из Вэйверли Плэйс» (2007—2012).

## Биография и карьера
Стоун родилась в Арлингтоне (штат Техас, США). Когда ей было 6 лет она начала играть в местных театрах. В 8 лет подписала контракт с агентством.
В 2003 году она сыграла Марту в фильме «Подержанные львы», за эту роль она была номинирована на премию «Молодой актёр».
В 2007 году получила роль Харпер Финкл в телесериале «Волшебники из Вэйверли Плэйс». Её героиня — Харпер Финкл, в сериале Дженнифер снималась до его завершения в 2012 году. В 2009 году она снялась в фильме «Волшебники из Вэйверли Плэйс».
В 2011 году вышел фильм «Дрянные девчонки 2», в котором Дженнифер сыграла роль Эбби Ганновер. Помимо съёмок в кино, она также занимается озвучиванием.
В марте 2013 года Стоун был поставлен диагноз «латентный аутоиммунный диабет у взрослых», также иногда называемым диабетом 1,5 типа. В то время она прервала актёрскую карьеру ради учёбы в университете, сначала обучалась психологии, а затем перешла на сестринское дело, чтобы лучше понять свою болезнь. В декабре 2019 года она окончила школу медсестёр. 7 апреля 2020 года она сообщила, что официально стала зарегистрированной медсестрой и что «готова присоединиться» к медицинским работникам, которые борются с пандемией коронавируса (COVID-19) после того, как она вступила в должность медсестры.

## Избранная фильмография

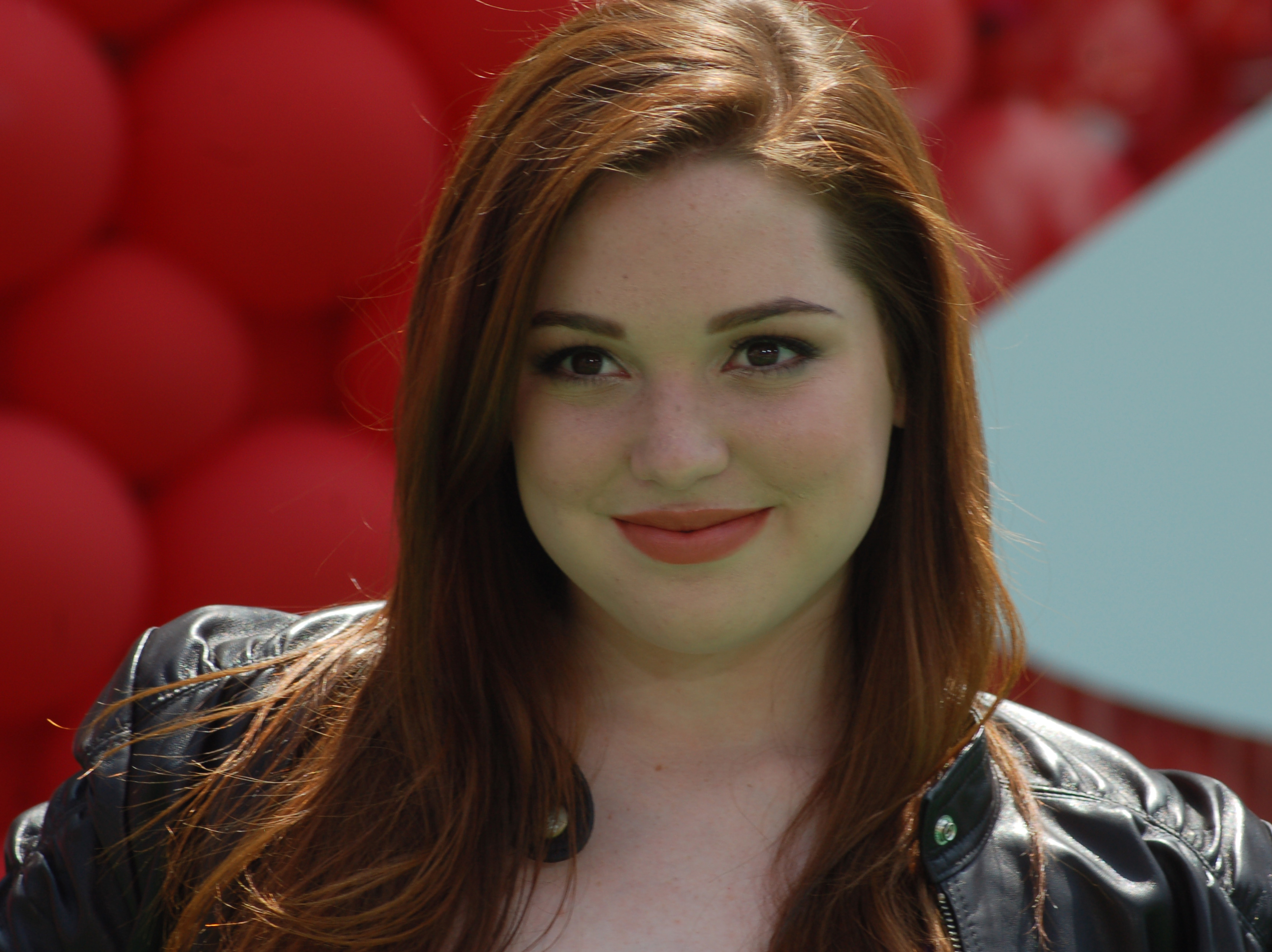
Стоун на премьере мультфильма «Вверх» в мае 2009 года

| Год       |    | Русское название                            | Оригинальное название               | Роль            |
| --------- | -- | ------------------------------------------- | ----------------------------------- | --------------- |
| 2003      | ф  | Подержанные львы                            | Secondhand Lions                    | Марта           |
| 2004      | с  | Линия огня                                  | Line of Fire                        | Лили О’Доннелл  |
| 2005      | с  | Доктор Хаус                                 | House                               | Джессика Симмс  |
| 2005      | с  | Без следа                                   | Without a Trace                     | Бриттани        |
| 2007—2012 | с  | Волшебники из Вэйверли Плэйс                | Wizards of Waverly Place            | Харпер Финкл    |
| 2009      | тф | Волшебники из Вэйверли Плэйс в кино         | Wizards of Waverly Place: The Movie | Харпер Финкл    |
| 2009      | мс | Финес и Ферб                                | Phineas and Ferb                    | Аманда          |
| 2009      | мф | Папохищение                                 | Dadnapped                           | Дебби           |
| 2010      | тф | Шпионка Хэрриет: Война блогов               | Harriet the Spy: Blog Wars          | Хэрриет         |
| 2011      | ф  | Дрянные девчонки 2                          | Mean Girls 2                        | Эбби Ганновер   |
| 2012      | с  | Два короля                                  | Pair of Kings                       | Присцилла       |
| 2011—2012 | с  | Генератор Рекс                              | Generator Rex                       | Беверли Холидей |
| 2012—2013 | с  |                                             | Deadtime Stories                    | приходящая няня |
| 2013      | с  | Следствие по телу                           | Body of Proof                       | Ханна Бэнкс     |
| 2013      | тф | Возвращение волшебников: Алекс против Алекс | The Wizards Return: Alex vs. Alex   | Харпер Финкл    |
| 2013      | ф  | Ничего не бойся                             | Nothing to Fear                     |                 |
| 2013      | ф  | Холли, Джинглс и Клайд                      | Holly, Jingles and Clyde            | актриса         |
| 2014      | ф  |                                             | Cavegirl the Movie                  |                 |